# Tània Juste i Aranda
Tània Juste i Aranda (Barcelona, 1972) és una escriptora catalana de novel·les històriques. Llicenciada en Història per la Universitat de Barcelona, actualment viu a Sant Cugat del Vallès. L'any 2009 va publicar la seva primera novel·la, A flor de pell, situada a la Barcelona dels anys vint, en plena dictadura de Primo de Rivera. El 2012 publica amb Columna Els anys robats, un homenatge als aviadors republicans durant la Guerra Civil. L'hospital dels pobres és la seva tercera novel·la publicada, aquesta vegada ambientada en els primers anys del segle xx durant la construcció de l'Hospital de la Santa Creu i Sant Pau. Compagina l'escriptura amb feines de traducció al català i al castellà, així com col·laboracions en llibres col·lectius. També ha participat en l'antologia Veus de la nova narrativa catalana (Empúries 2010), com a autora i com a traductora. L'any 2015 guanya el Premi Néstor Luján per la novel·la Temps de família i el 2021 el Premi Prudenci Bertrana per la novel·la Amor a l’art.

## Obra
- A flor de pell (2009)
- Els anys robats (2012)
- L'hospital dels pobres (2014)[1]
- Temps de família (2015)
- Passatge al nou món (2018)
- Amor a l’art (2021)
- Les Noies de Sants (2024)

## Premis i reconeixements
- Premi Néstor Luján de novel·la històrica per Temps de família (2015)[2]
- Premi Prudenci Bertrana de novel·la per  Amor a l’art[3]